# 蝮蛇屬
蝮蛇屬（拉丁语属名：Agkistrodon）是蛇亞目蝰蛇科蝮亞科下的一個有毒蛇屬，主要包括分布於自美國至哥斯達黎加一帶北美洲地區的一種蝮蛇。 蝮蛇的學名「Agkistrodon」源自希臘語，當中「Ancistro」意思是「鉤」，而「odon」則代表「牙」，兩者合指蝮蛇最為人所知的鉤形毒牙。 目前共有3個品種已被確認。 各種蝮蛇雖然形態繁多，但牠們都有著緊密的關連。

## 特徵
蝮蛇有數個較為常見的特徵：所有蝮蛇都有著扁平的頭部及短銳的牙齒，除食魚蝮外牠們都有眼鼻間的鱗片。頭冠位置有約九片大頂鱗，不過這九片頂鱗的配置位置是不規則的，這特點於墨西哥蝮身上尤為明顯。肛鱗則只有一片。蝮蛇的身體紋理普遍以較淺的顏色為底色，配以10至20行較暗色（多為黑色）的斑紋。
關於蝮蛇屬下三個品種的種系發展問題，一直都備受爭議。根據以生物分類學及毒性分析為基礎的研究結果，可以證明墨西哥蝮跟銅頭蝮間有著較親密的關係。可是，據1993年另一項線粒體DNA實驗以及1999年的分子研究結論所得，三者的發展關係應為：墨西哥蝮與食魚蝮本身是姊妹品種，而銅頭蝮則同時與二者為近似品種。

## 地理分布
蝮蛇多分布各個美洲地區：於北美洲，包括美國中部及東北部，南至佛羅里達州半島及德州西南部。在中美洲，其分布範圍則由塔毛利帕斯州和新萊昂州，南至尤卡坦半島、伯利茲及危地馬拉。沿著太平洋海岸的索諾拉州、薩爾瓦多、洪都拉斯及哥斯達黎加西北部，亦能找到蝮蛇的蹤影。

## 習性
所有蝮蛇都能水陸並行，因此牠們的聚居地亦多接近水源。可是銅頭蝮及墨西哥蝮也會出現在乾旱的地區，即使遠離湖泊或河流等水源，亦可能有蝮蛇出沒。 另外，所有蝮蛇都是卵胎生的。

## 毒性
在三種蝮蛇中，銅頭蝮的毒性是最為獨特的，當中有著類似凝血脢的酵素，會對血液產生凝固作用。一項關於銅頭蝮及墨西哥蝮兩種蝮蛇的毒素中蛋白質組合的電泳法研究證明，二者的毒素對實體所產生的效果當中存在著變異的可能，這可能跟每種蝮蛇所蘊含的毒素之間有著未知的分別有關。

## 物種
| 品種     | 學名及命名者                           | 亞種數 | 異稱           | 地理分布 |
| -------- | -------------------------------------- | ------ | -------------- | --- |
| 墨西哥蝮 | Agkistrodon bilineatus，Günther，1863  | 3      | 雙線蝮、紋面蝮 | 主要分布於墨西哥及中美洲 |
| 銅頭蝮T  | Agkistrodon contortrix，Linnaeus，1766 | 4      |                | 主要分布於美國諸州份，如德州、奧克拉荷馬州、肯薩斯州、密蘇里州、阿肯色州、路易斯安娜州、密西西比州、阿拉巴馬州、喬治亞州、佛羅里達州、南卡羅萊納州、北卡羅萊納州、維珍尼亞州、新澤西州等，亦分布於墨西哥的奇瓦瓦州等 |
| 食魚蝮   | Agkistrodon piscivorus，Lacépède，1789 | 2      | 水棲蝮蛇       | 美國大部分沿河州份 |

## 分類學
蝮蛇屬規模曾經比現在更為龐大，當中曾包括下列蛇屬：
- 紅口蝮屬 - 一種分布於東南亞的馬來亞種蝮蛇
- 尖吻蝮屬 - 一種俗稱「百步蛇」的華南蝮蛇
- 亞洲蝮屬 - 一種分布於亞洲的蝮蛇，如岩栖蝮蛇，蛇岛蝮蛇，白眉蝮蛇等。
- 瘤鼻蝮屬 - 一種分布於印度及斯里蘭卡的蝮蛇

## 備註
1. 1 2 3 4 5  McDiarmid RW、Campbell JA、Touré T：《Snake Species of the World: A Taxonomic and Geographic Reference, vol. 1》頁511，Herpetologists' League，1999年。ISBN 1-893777-00-6
2. 1 2 3 4 5 6  Campbell JA、Lamar WW：《The Venomous Reptiles of the Western Hemisphere》頁870，倫敦：Comstock Publishing Associates，2004年。ISBN 0-8014-4141-2
3. 1 2 3 4  . ITIS. 2 November 2006  [2 November 2006].
4. ↑  Gloyd HK、Conant R：《Snakes of the Agkistrodon Complex: A Monographic Review》頁640，爬蟲類研究社，1990年。LCCN 89-50342，ISBN 0-916984-20-6

## 外部連結
- （英文）TIGR爬蟲類資料庫：蝮蛇屬
- （英文）Herpbreeder：蝮蛇屬 （页面存档备份，存于）